# Atentado de Dellys en 2007
El Bombazo de Dellys (2007) ocurrió el 8 de septiembre de 2007, donde 37 personas murieron en el acto y otras 47 resultaron heridas, cuando un coche bomba, atacó a la marina argelina en la ciudad de Dellys, Argelia, a unos 100 km al E de Argel. El acto fue protagonizado por dos hombres, los cuales murieron instantáneamente. Al Qaida del Magreb Islámico se adjudicó el ataque suicida.